# Benno Scharl
Benno Scharl (eigentlich Benjamin Scharl) (* 6. Juni 1741 in Seefeld, Bayern; † 2. März 1812 in Grünbach) war ein gräflich-seinsheimischer Ökonomie-Verwalter, Fachmann für Brauwesen, Jesuiten-Laienbruder und Autor. 
Er verfasste das posthum vom Landwirtschaftlichen Verein in Baiern veröffentlichte Buch „Beschreibung der Braunbier-Brauerey im Königreiche Baiern“. Scharl gilt als geistiger Urheber des von König Maximilian I. Joseph am 25. April 1811 erlassenen Biersatzregulativs zur Bestimmung des Bierpreises. Dem Bierexperten Michael Jackson zufolge kann Scharl als eine Gründerfigur des modernen Brauwesens angesehen werden.

## Herkunft und Ausbildung
Benno Scharl wurde als jüngerer Sohn eines Braumeisters und Gastwirts in Seefeld geboren. Sein älterer Bruder war der Benediktiner-Pater und Prior des Klosters Andechs Placidus Scharl.
Benno Scharl besuchte die Landschule in Seefeld. Mit 15 Jahren begann er bei der Brauerei Faberbräu in München eine dreijährige Lehre als Bierbrauer. Später trat er als Laienbruder in den Jesuitenorden ein und besuchte ein Jahr die Schule des Noviziats der Jesuiten in Landsberg.

## Beruflicher Werdegang
Nach seiner Lehrzeit als Brauer arbeitete Benno Scharl zuerst mehrere Jahre in der Brauerei Faberbräu, bevor er in ein Brauhaus des Jesuitenordens wechselte, in dem er mehrere Jahre in verschiedenen Positionen beschäftigt war. Nach seiner Aufnahme in den Jesuitenorden war er für diesen an verschiedenen Orten bis zur Auflösung des Ordens tätig.
Danach war er zuerst 10 Jahre als Verwalter mehrerer Brauhäuser und Güter in Ingolstadt und im Umland bei der churfürstlichen Güter-Administration angestellt, bevor er als Ökonom nach Ebersberg zur Führung der Landwirtschaft des dortigen Großpriorates wechselte. Nach zwei Jahren wechselte er in die Dienste der Grafen von Seinsheim und führte für diese das Gut von Schloss Sünching und schließlich ab 1787 das Gut von Schloss Grünbach. In allen seinen Positionen zeichnete er sich durch die Einführung verschiedenster technischer, technologischer Neuerungen auf den verschiedenen Gebieten der landwirtschaftlichen Gewerbe aus. Insbesondere erneuerte und modernisierte er Brauhäuser nach einem neuartigen Konzept, legte Hopfen- und Obstgärten an oder führte den Kleeanbau ein.

## Werke
Als Hauptwerk Scharls gilt das 1814 posthum erschienene Buch über die untergärige („braune“) Bierbrauerei in Bayern, die als erste moderne Beschreibung dieser Methode angesehen wird. Dieses Buch enthält auch die von Johann Michael Sailer verfasste Lebensbeschreibung Scharls.
- Scharl, Benno: Beschreibung der Braunbier-Brauerey im Königreiche Baiern. Joseph Lindauer, München 1814 (Digitalisat).

Ende der 1930er Jahre entdeckte Heinrich Huber im Stadtarchiv München in einer Akte, die im Jahr 1750 begonnen worden war, die handschriftliche „Außführliche Beschreibung des Bräuwerks, wie man aus der Gersten ein Malz und aus diesem Malz ein Bier zu machen pflegt“, die von Huber und der Gesellschaft für die Geschichte und Bibliographie des Brauwesens e.V. in Berlin im Jahr 1937 veröffentlicht wurde.
- Scharl, Benno: Bräu-Beschreibung von Benno Scharl(1741-1812). Hrsg.: Heinrich Huber. Berlin 1937.

## Ehrungen
- In Grünbach, wo Scharl die letzten 25 Lebensjahre verbrachte, heißt die Bundesstraße 388 Benno-Scharl-Straße.[8][9]
- Das Bier Benno Scharl Braumeister Weisse der Schloßbrauerei Grünbach trägt seinen Namen und sein Bild.[10]